# 黒薙川
黒薙川（くろなぎがわ）は、富山県黒部市と下新川郡朝日町を流れる河川で、黒部川最大の支流。上流で北又谷と柳又谷を合わせて黒薙川となる。北又谷と柳又谷はどちらも日本百名谷の一つ。初雪山や犬ヶ岳を源流とする。

## 概要
黒薙川下流では黒薙温泉が河川敷からも噴出している。この源泉は湯量が極めて多い為、宇奈月温泉に引湯され利用されている。
急流であるため砂防施設がある。
2019年（令和元年）9月2日より断続的な濁りが確認され、崩壊についての調査がなされたが、災害に影響するような大きな崩壊はないとのことだった 。
上流では北又谷と柳又谷に分かれる。どちらも黒部峡谷の名渓にて、日本百名谷に指定された。

## 北又谷
日本百名谷に指定されている名渓で、大ゴルジュが広がり沢登りの難易度は高い。
最大の滝は国土地理院地図にも記載されている魚止滝。
柳又谷との合流地点で黒薙川に名を変える。

## 歴史
加賀藩による黒部川流域の盗伐対策を目的とした警護として下奥山廻りが行われており、小川温泉から北又谷に出て南上し、杉谷から横山の脇を通って柳又谷(柳の河原と呼ばれる広い河原)に出た後、カシナギ谷(地理院地図上のタンバラ谷)を通って猫又山・清水山・白馬岳と往来する巡回ルートであった。

## 地理

### 主な支流
- 吹沢谷
- 黒岩谷
- 漏斗谷（じょうごたに）-無数の滝があり、沢登りの難易度が高い[4]
- 恵振谷 (いぶりたに)
- 杉谷
- 柳又谷 - 日本百名谷。源流は白馬岳。
  - 十六谷
  - 六兵衛谷
  - ゼンマイ谷
  - 水谷
  - オレントメン谷
  - タンバラ谷
  - カシ薙深層谷
- 猪頭谷
- コブ杉谷
- 大深層谷

### 滝
- 魚止滝

### 峠
- 越道峠